# Ommatius nigellus
Ommatius nigellus är en tvåvingeart som beskrevs av Scarbrough 1984. Ommatius nigellus ingår i släktet Ommatius och familjen rovflugor. Inga underarter finns listade i Catalogue of Life.